# 現代社会学
現代社会学（げんだいしゃかいがく）とは社会科学系学問の一つであり、現代の社会で沸き起こっている様々な社会問題、たとえば高齢化、過疎化、環境問題などといった事柄に焦点を当て、それらを文献や資料などを分析するなどといった客観的な形式での研究に加えて、現代に経過中である事柄や問題の実地に赴くことにより主観的な形式からも得たデータや考察なども混交させた上で有意義な成果を挙げることを目的としている。
日本国内では現代社会学を教育研究することを目的とした機関を設置している大学が数多く存在しており、それらは現代社会学部や現代社会学科などといった形で学生募集がされて経営されている。